# ОЦ-20 «Гном»
ОЦ-20 — российский револьвер.

## История
Это второй гладкоствольный служебный револьвер, отечественного производства калибра 12,3 мм. Оружие было разработано в первой половине 1990-х годов коллективом конструкторов ЦКИБ СОО (Н. А. Невижин, В. И. Серёгин, С. В. Зотов и Б. А. Борзов).
Револьвер был разработан в границах темы ОКР «Удар» и в 1994 году принят на вооружение МВД РФ. В общей сложности, было выпущено 200 шт. револьверов.
Опыт, полученный при разработке револьвера ОЦ-20 был в дальнейшем использован при разработке револьверного ружья МЦ-255.

## Описание
Револьвер изготовлен из стали 30ХН2МФА с последующей закалкой и отличается высокой надёжностью – предсерийный образец ОЦ-20 прошёл программу испытаний трижды, при этом из него было без поломок произведено свыше 20 тысяч выстрелов.
Револьвер имеет самовзводный ударно-спусковой механизм куркового типа с открытым курком. Для удаления стреляных гильз барабан откидывается влево, и, при нажатии на экстрактор, расположенный на центральной оси барабана, происходит удаление сразу всех стреляных гильз. Кнопка фиксатора барабана расположена над рукояткой, за барабаном. Спусковая скоба имеет выступ для пальца второй руки при стрельбе с двух рук. В рукоятке револьвера расположен предохранитель, который выключается при охвате рукоятки рукой. Прицел открытый, нерегулируемый. Щечки рукоятки выполнены из черной пластмассы.
На револьвер может быть установлен лазерный целеуказатель.

## Боеприпасы
Для стрельбы используются патроны 12,3х40 мм R, которые представляют собой ружейные патроны 32 калибра с укороченной до 40 мм гильзой.